# 黑金 (電影)
《黑金》 是1997年由香港導演麥當傑執導的電影，梁家輝與劉德華主演的政治驚悚片。
本片提到選舉賄選、宗教斂財、賭博電玩、工程圍標、搓圓仔湯或是官商勾結等爭論性議題，並融入了許多臺灣知名的大案（如改編鄭太吉案、周人蔘案、宋七力案、妙天案、臺北計程車騷亂），對1990年代時惡名昭彰的極力描繪，還影射眾多臺灣政壇與江湖人物，因此差點被中華民國政府封殺。
本片獲得了1998年香港電影金像獎七項大獎提名：最佳男主角（梁家輝）、最佳女主角（孫佳君）、最佳編劇（麥當雄）、最佳動作設計（元彬）、最佳音響效果、最佳美術指導（李景文）以及最佳原創電影歌曲《世界第一等》（由劉德華主唱的插曲、伍佰填詞作曲）。

## 劇情
法務部調查局幹員兼機動小組組長方國輝（劉德華飾）為人嫉惡如仇，幹練打擊社會不法活動，第一目標是當時危害社會的賭博電玩，調查結果發現此案背後的幕後藏鏡人是黑幫老大周朝先（梁家輝飾）；周朝先的事業不斷被公家掃蕩，於是在記者會上公開聲明要參選立法委員，設法由黑道轉換到台灣政治舞台，想藉由民意代表的保護傘拯救自己，並從此當中得到政治保護，周朝先不惜賄賂政府官員及政黨權貴，甚至以挲圓仔湯的方式進行圍標，務求完成自己的漂白工程。
方國輝對周朝先深惡痛絕，誓言要把周朝先繩之於法。方國輝傾全力明查暗訪，率領其手下來到周朝先經營的電玩遊樂場進行監拍時，拿到其經營地下賭場的證據，將其告上法庭，加上周朝先在圍標工程中被方國輝抓住痛腳，令公眾知悉他的貪污事件，周朝先因此失去了被黨一名層峰（代號「老闆」），提名為立委候選人的機會。
方國輝縱使讓貪污事件曝光，但也因此被調查局上司命令他停職休假，以及停止對周朝先的調查；周朝先收買好了法官，無罪當庭釋放。周朝先懷疑侯副部長暗中與他人勾結並暗算他，決定寧死不退；周朝先決定退出黨的政治獻金制度，以無黨籍身份出馬，與代表黨競選的黑幫老大丁宗樹對幹。
周朝先得到計程車車行老闆支持，決定把兩間車行的司機因為爭奪乘客所導致的爭執，演變成一場擾亂大台北的暴動，牟取政治利益。動亂過後，不出所料地「因協助制止暴動」，成為事件中的「大英雄」。不料方國輝卻被丁宗樹盯上，丁宗樹欲謀殺方國輝，再嫁禍給周朝先，一石二鳥，周朝先以暴制暴將丁宗樹剷除，高票當選成為候任立委。
方國輝逃出追殺，但方國輝開計程車的父親在暴亂當中受了重傷，方國輝救出父親，沮喪之際，寫信向法務部部長馮敬宗解釋自己的願望，希望能夠復職辦案，結果得到馮氏的鼓勵，加上方的女友凌飛（吳辰君飾）的支持，重回工作崗位。與此同時，另一方面調查局緊咬著周朝先的手下不放，繼續跟蹤他的其他弊案，為了蒐集證據指證周朝先，方國輝不惜假扮信徒，在周朝先家中蒐集到他進行貪污的證據。
與此同時，周朝先拒絕服從「老闆」的命令，更殺死他一直認為利用他的侯副部長，周朝先因此與妻子崔妙香（孫佳君飾）一同逃亡，然而法網恢恢，方國輝駕駛直升機攻擊周朝先的車隊，崔妙香遭遇車禍身亡，而周朝先最終被方國輝繩之以法，三審被判死刑，褫奪公權終身，但方國輝也因為案件涉及政府高層人員，在承受巨大壓力之下被迫辭職。後來方國輝於1997年競選台北縣長，並在競選卡車上與電視台女主播凌飛舉行婚禮。

## 演员表
| 演員   | 角色                 | 備註 |
| 梁家輝 | 周朝先               | 松林幫（影射竹聯幫）幫主，經營賭博電玩及其他不法特種行業而家財萬貫成為新的商業鉅子，後來欲「漂白」與政府高官侯副部長勾結進入政壇，因濱海工程弊案失勢後覺得被政府設計憤而退黨以無黨籍身分參選立法委員並當選，故事中主要案件的涉案人，本片片尾被方國輝逮捕，最後三審被判死刑，褫奪公權終身。（影射周人蔘、鄭太吉、羅福助、當時的台灣政治氣氛等）                          |
| 劉德華 | 方國輝               | 法務部調查局幹員，調查組機動組小組組長，綽號司法戰士為人嫉惡如仇，對周朝先的案件盯得很緊，最終逮捕周朝先。方國輝後來因為案件涉及政府高層人員，在承受巨大壓力之下被迫辭職；本片片尾描述方國輝於1997年競選台北縣長，並在選舉車上與凌飛舉行婚禮。（影射台北地檢署的檢察官侯寬仁，但麥當雄本人曾在1997年5月21日香港商業電台節目《茶煲裡的查篤撐》中表明這角色原型是馬英九） |
| 吳辰君 | 凌飛                 | 電視台主播兼記者，富有正義感對周朝先的新聞案件尤為重視。後來成為方國輝的女友，並於本片片尾在方國輝競選台北縣長的選舉車上與其結婚。 |
| 孫佳君 | 崔妙香               | 周朝先之妻，最後死於車禍。 |
| 李立群 | 侯副部長（政府高層） | 為人貪婪與周朝先狼狽為奸，互相利用，最後欲至周朝先於死地反被周後發制人抓上直升機上吊死。 |
| 鈕承澤 | 倪建國               | 綽號「尼古丁」，法務部調查局幹員，方國輝小組中一員，後在士林夜市查案時裡遭伏身亡。著名台詞：哇靠，林董有槍啊！ |
| 郭靜純 | 梅美麗               | 法務部調查局幹員，方國輝小組中一員。 |
| 陳中泰 | 華恕堂               | 法務部調查局幹員，方國輝小組中一員。 |
| 趙文瑄 | 馮敬宗               | 法務部部長，公正無私，支持方國輝一切行動，甚至寫好辭職信，最終在周案爆發後下台。（影射前法務部長馬英九) |
| 王海明 | 宋妙天               | 神棍，自稱能分身，利用宗教騙財騙色並偷賣毒品獲取龐大不法利益，和周朝先、丁宗樹、侯副部長都有合作，被方國輝小組捉住後承認罪行並協助方國輝小組找周朝先犯罪證據。（影射宋七力、妙天） |
| 金士傑 | 孫清廉               | 法務部調查局副局長，方國輝上司。之後因受侯副部長所屬政府高層施壓而與方國輝師徒關係決裂，最後也因周案事件涉及高層廣大，與神棍宋妙天最後一同被提報流氓押送綠島服刑命運。 |
| 黃正霖 | 三炮                 | 周朝先左右手，最後死於車禍。 |
| 何玫瑰 | 赵牡丹               | 侯副部長之妻，與宋妙天有染 |
| 聶秉賢 | 阿良                 | 侯副部長部下，負責接待周朝先與丁宗樹兩人與侯副部長會面 |
| 劉福助 | 林清標               | 德昌建築股份有限公司董事長，接受調查局委託擔任臥底，參與周朝先「挲圓仔湯」濱海公路工程茶會，並蒐集相關罪證。 |
| 丁忠恕 | 丁宗樹               | 另一黑幫大哥，與周朝先不和，在周朝先被揭發「挲圓仔湯」濱海公路工程茶會失勢後，被侯副部長提名為黨立委候選人，後來中周朝先美人計被槍殺。 |
| 丁寧   |                      | 立委候選人丁宗樹之妻 |
| 王瑞   | 方國輝父親           | 計程車司機，之後因捲入福和橋計程車暴動事件受重傷而被方國輝所救倖免逃過一劫。 |
| 黃龍   | 關帝                 | 全國計程車行老闆，支持周朝先 |
| 吳彰鵬 |                      | 白雲計程車行老闆，支持丁宗樹 |
| 李維   |                      | 審判長，包庇周朝先賭博電玩事業判其無罪 |
| 江洋   |                      | 警政署 署長 |
| 李玉芬 |                      | 警政署 署長夫人 |
| 羅斌   | 洪爺                 | 黑道資深立委 |
| 鄭平君 |                      | 電玩店保鑣 |
| 李波   |                      | 盲人按摩師傅，因講話得罪周朝先，而被凌虐 |

## 拍攝地點
- 臺北市：士林夜市、大葉高島屋（士林區忠誠路、士東路口）、中正紀念堂、西門町、新光三越百貨站前店廣場、御貓園士林店
- 臺北縣（今新北市）：坪林鄉（今坪林區）、福和橋、重新橋、三芝鄉（今三芝區）北海福座納骨寶塔、永和市公所、環河東路三段52巷
- 桃園縣（今桃園市）：石門水庫收費站、桃園市（今桃園區）世貿帝國大樓
- 新竹市：竹塹城（東門園環）、古奇峰、忠孝保齡球館
- 新竹縣：新竹縣政府（竹北市）、關西鎮茶園、立益高爾夫球場
- 高雄市：高雄地方法院、漢來大飯店、寒舍圓頂KTV
- 屏東縣：佳冬戰備跑道、風吹砂
- 臺東縣：寒舍山莊、心園茶藝樓、台東市中興路六段200號

## 歌曲
| 曲別   | 歌曲           | 作曲 | 作詞           | 演唱   |
| ------ | -------------- | ---- | -------------- | ------ |
| 主題曲 | 《世界第一等》 | 伍佰 | 李安修、陳富榮 | 劉德華 |
| 插曲   | 《孤星淚》     | 伍佰 | 伍佰           | 劉德華 |

## 獎項
| 頒獎典禮             | 獎項             | 名單                               | 結果 |
| -------------------- | ---------------- | ---------------------------------- | ---- |
| 第17屆香港電影金像獎 | 最佳編劇         | 麥當雄                             | 提名 |
| 第17屆香港電影金像獎 | 最佳男主角       | 梁家輝                             | 提名 |
| 第17屆香港電影金像獎 | 最佳女主角       | 孫佳君                             | 提名 |
| 第17屆香港電影金像獎 | 最佳美術指導     | 李景文                             | 提名 |
| 第17屆香港電影金像獎 | 最佳動作設計     | 元 彬                              | 提名 |
| 第17屆香港電影金像獎 | 最佳原創電影歌曲 | 作曲：伍佰 填詞：伍佰 主唱：劉德華 | 提名 |
| 第17屆香港電影金像獎 | 最佳音響效果     | (永盛娛樂製作有限公司出品)         | 提名 |

## 其他
當年劉德華在台灣拍攝本片時，不慎弄壞了向德安航空租借的直升機，後來被該公司索賠，2014年1月台灣法院判決劉需賠償約267萬新台幣。
梁家辉在接拍前，对台湾的政治環境与黑帮人物非常陌生。为了演好角色，在开拍前两个月到台湾观察黑帮大佬的生活，收集资料，写了10多万字的周朝先人物小传。
該片當年在台灣拍攝期間長達一年，最初前期導演是霍耀良。而後因為拍攝期間預算超支再加上霍耀良因為私人因素，請辭導演工作。使得當年拍攝工作曾一度陷於停擺，之後改由麥當傑接手導演一職完成本片拍攝工作。
梁家輝當年的電影台詞：「你坐馬自達，怪不得你會塞車」成為經典金句而流傳；2023年梁家輝成為中國長安馬自達CX-50的代言人，於出席某次活動時開玩笑表示：「開馬自達怎麼可能塞車呢？我說的是開馬自達像賽車，當年是我普通話不好！」。
本片是劉德華與梁家輝是繼1993年的電影《至尊三十六計之偷天換日》後，再次合作。

## 備註
1. 臺灣在電視臺播放時大都用香港《黑金》之名。

### 書籍
- 王重正; 倪有純. . 智林文化出版社. 1997-12. ISBN 9579852952.

## 外部連結
- 香港影庫上《黑金》的資料（繁體中文）
- 開眼電影網上《情義之西西里島》的資料（繁體中文）
- 豆瓣电影上《黑金》的資料 （简体中文）
- 时光网上《黑金》的資料（简体中文）
- 爛番茄上《黑金》的資料（英文）
- AllMovie上《黑金》的资料（英文）
- 互联网电影数据库（IMDb）上《黑金》的资料（英文）